# Holunder-Rindenpilz
Der Holunder-Rindenpilz (Hyphodontia sambuci syn. Hyphoderma sambuci, Lyomyces sambuci, Rogersella sambuci) ist eine häufige Pilzart aus der Familie der Lyozystidenpilzverwandten (Tubulicrinaceae). Sie besitzt eine sehr große morphologische Variationsbreite, ein besonders großes Substratspektrum sowie eine weitreichende Verbreitung. Da zudem verschiedene untereinander nicht kreuzbare Gruppen beobachtet wurden, wird unter dem Taxon eine Sammelart vermutet.

## Merkmale
Die Fruchtkörper sind mehrjährig. Sie liegen dem Substrat vollständig (resupinat) auf und sind fest mit diesem verwachsen. Sie sind weiß bis creme gefärbt und bilden bis zu mehrere Quadratdezimeter große Flächen. Später werden sie dünn-krustig, wodurch sie mit etwas Abstand betrachtet wie ein Kalkanstrich wirken. Die Oberfläche ist allerdings höckerig bis schwach warzig. Außerdem ist sie matt und bei Trockenheit etwas rissig.
Die Sporen sind hyalin, ellipsoid geformt und besitzen einen bis drei Öltropfen. Sie sind 4,5–7 × 3–4 groß.

## Artabgrenzung
Der Holunder-Rindenpilz ist an seinem bevorzugten Substrat durch die weißen, dünnen Beläge gut zu erkennen.

## Ökologie und Phänologie
Der Holunder-Rindenpilz ist in praktisch allen Pflanzengesellschaften zu finden. In Wäldern und Forsten ist er ebenso anzutreffen wie in Hainen, Waldrändern, Gebüschen, Straßenrändern, Parks und anderen Biotopen.
Der Pilz lebt als Saprobiont an Holz und Rinde. Er besiedelt be- und entrindete Stämme und Äste lebender wie toter Bäume und Sträucher sowie liegende Stämme, Äste und Zweige. Mitunter ist er sogar an vorjährigen Stängeln von Stauden und Gräsern zu finden. Die besiedelten Substrate weisen ein beachtliches Spektrum auf, wobei Holunder ganz besonders bevorzugt werden. Neben weiteren Laubhölzern ist der Pilz auch an Nadelhölzern und Sträuchern zu finden. Darüber hinaus wächst er selten an weiteren Substraten wie Binsen, verholzten Kräuterstängeln oder anderen Pilzen.
Der Holunder-Rindenpilz ist ganzjährig zu finden.

## Verbreitung
Der Holunder-Rindenpilz ist wahrscheinlich auf allen Kontinenten verbreitet, wo er in den pantemperaten bis tropischen Regionen zu finden ist. So ist der Pilz in der Holarktis sowie in Taiwan, Australien und Neuseeland anzutreffen. In der Holarktis besitzt er eine submeridionale bis temperate Verbreitung. Somit kann er in Nordamerika (USA, Bermuda), Europa (inkl. Azoren), Nordafrika und Nordasien (Sibirien, Altai) gefunden werden.
In Europa reicht das Gebiet von Frankreich und Italien über ganz Mitteleuropa bis zu den Hebriden und Skandinavien sowie ostwärts bis zur Ukraine. In Deutschland ist der Pilz auch an der Küste und auf den Inseln dicht verbreitet. In den Alpen ist er bis in eine Höhe von 1.500 Metern anzutreffen.

## Belege